# Karaops dawara
Espèce
Karaops dawara est une espèce d'araignées aranéomorphes de la famille des Selenopidae.

## Distribution
Cette espèce est endémique du Territoire du Nord en Australie. Elle se rencontre dans la région de Darwin dans les parcs nationaux de Kakadu, Charles Darwin et Litchfield.

## Description
La femelle holotype mesure 6,35 mm.

## Publication originale
- Crews & Harvey, 2011 : The spider family Selenopidae (Arachnida, Araneae) in Australasia and the Oriental region. ZooKeys, no 99, p. 1-103 (texte intégral).